# Autopia
Autopia est une attraction des parcs à thèmes de la Walt Disney Company. Elle consiste en un circuit composé de voitures miniatures qui suivent un rail de guidage. Elle existe sous le nom de Tomorrowland Indy Speedway au Magic Kingdom et de Grand Prix Raceway à Tokyo Disneyland, et où le concept de base est très légèrement différent. Son nom est une contraction de « automobile utopia ».

## Définition
- Autopia est une vision futuriste des autoroutes. Le décor représente la nature traversée par les autoroutes.
- Tomorrowland Indy Speedway et Grand Prix Raceway adoptent un thème sur les circuits de courses. Les véhicules sont des bolides (F1 ou Indy Car) et des gradins forment la file d'attente.

## Historique
Imaginé par Walt Disney en personne, le concept de base de l'attraction était de montrer aux jeunes et moins jeunes, les bénéfices futurs des autoroutes afin de simplifier les échanges routiers. Lors de l'ouverture de l'attraction originale en 1955, le président Eisenhower devait signer une loi sur les autoroutes inter-État. Petit à petit le principe changea pour devenir une attraction où les jeunes pouvaient apprendre à conduire et où les moins jeunes pouvaient être conduits par leurs enfants.
Avant l'ouverture du parc, les véhicules furent testés sans pare-chocs et furent plus ou moins détruits par les testeurs. Des pare-chocs furent placés à l'avant et à l'arrière des voitures, mais il restait un problème avec les collisions. Les chocs en diagonale étaient encore fréquents et dangereux. Un rail de guidage fut donc ajouté afin d'éviter tout risque d'accident ou de sorties de route.

## Les attractions

### Disneyland

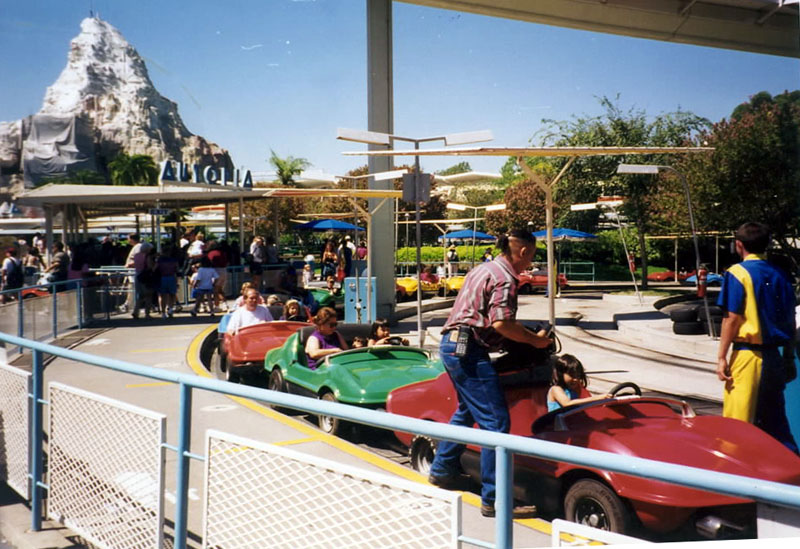
Autopia à Disneyland en 1996.

Autopia est l'une des attractions ouverte avec le parc, même si elle changea plusieurs fois de forme entre-temps. Elle ouvrit d'abord sous le nom de Tomorrowland Autopia (le 17 juillet 1955) au nord du land, où elle se trouve toujours. Mais d'autres déclinaisons ouvrirent au sein du parc: 
- Junior Autopia à Fantasyland
- Midget Autopia à Fantasyland
- Fantasyland Autopia (aussi appelée temporairement Rescue Rangers Raceway)

Elles ont toutes été fermées et leurs espaces parfois réutilisés afin d'agrandir la seule restante, Autopia.

#### Tomorrowland Autopia
C'est l'attraction d'origine. Son entrée se situait à l'emplacement de celle de l'actuelle Autopia, entre la gare du monorail et de la gare du Skyway. Elle consistait en un toit triangulaire. Le circuit s'étalait lui entre le lagon et le chemin de fer du Disneyland Railroad.
Les véhicules étaient des prototypes construits à moins de 40 exemplaires chacun jusqu'au modèle IV. Ensuite avec l'expérience les ingénieurs de Walt Disney Imagineering parvinrent à trouver de bons compromis techniques et de sécurité avec le Mark V. Mais c'est avec le Mark VII qu'arriva la réussite à partir de 1967. Il est encore utilisé en 2005 pour Hong Kong Disneyland. Cette version permettait d'avoir à la fin du circuit, un permis/diplôme de conduite.
 Cette attraction a ouvert avec le parc Disneyland, c'est une attraction du Disneyland d'origine
- Ouverture : 17 juillet 1955 (avec le parc)
- Rénovation : 1967 et 1999
- Conception :  WED Entreprises
- Partenaire : Richfield Oil (1955 à 1970)[2]
- Ticket requis : « C »
- Situation : 33° 48′ 46″ N, 117° 54′ 59″ O
- Véhicules :
  - Autopia Mark I (40 voitures), II et III de 1955 à 1956 (période de rodage des véhicules)
  - Autopia Mark IV à partir de 1956
  - Autopia Mark V à partir de 1959, 80 véhicules
  - Autopia Mark VI à partir de 1963
  - Autopia Mark VII à partir de 1967, 80 véhicules inspirés par la Chevrolet Corvette Stingray

#### Junior Autopia
Cette attraction était prévue pour les jeunes et adolescents. Elle se situait de l'autre côté du lagon des sous-marins (Submarine Voyage) par rapport à Tomorrowland Autopia. Le circuit était plus petit mais avec des véhicules similaires. Un bloc de bois a même été ajouté sur les pédales pour permettre aux plus jeunes de conduire. Elle fut fermée en 1958 pour être agrandie et devenir Fantasyland Autopia.
- Ouverture : 23 juillet 1956[3]
- Fermeture : décembre 1958
- Situation : 33° 48′ 49″ N, 117° 55′ 02″ O

#### Midget Autopia
Midget Autopia fut la plus petite version des trois Autopia ayant opérée simultanément de 1957 à 1966. Elle est située entre les bateaux de Storybook Land Canal et l'entrée de Motor Boat Cruise. Soit plus au nord que ces consœurs. L'emplacement est actuellement celui de l'entrée de Mickey's Toontown et de It's a Small World. C'est justement pour cette dernière que fut détruit l'attraction en 1966, et l'espace libéré fut pavé.
Elle consistait en une balade dans la campagne à bord de voiture deux places avec deux volants pour les enfants jusqu'à 7 ans. L'attraction fut toutefois démantelée et offerte à la ville de Marceline dans le Missouri, ville où vécut Walt Disney. Elle y amusa les enfants quelques années. Un des véhicules utilisés pour cette attraction est exposé comme statue dans l'attraction actuelle.
- Ouverture : 23 avril 1957[4]
- Fermeture : 3 avril 1966[4]
- Situation : 33° 48′ 52″ N, 117° 55′ 04″ O

#### Fantasyland Autopia
Fantasyland Autopia a ouvert le 1er janvier 1959 comme une version rallongée de Junior Autopia. Elle copiait le concept et la forme de la Tomorrowland Autopia et ce jusqu'en 1991. Ainsi l'entrée de l'attraction située au pied du Matterhorn Bobsleds, de l'autre côté du lagon des Submarine Voyage, avait la même forme triangulaire et un logo semblable. Le circuit avait une longueur comparable et croisé celui de son jumeau, mais un décor différent.
En 1991, de mars à novembre, lors d'une promotion publicitaire pour la télévision baptisée Disney's Afternoon Avenue, l'attraction reçut un nouveau thème basé sur la série télévisée d'animation Tic et Tac, les rangers du risque (Chip 'n Dale Rescue Rangers) et renommée Rescue Rangers Raceway. Après la fin de la promotion en 1992, l'attraction ne fut ouverte que temporairement jusqu'à sa fermeture conjointe avec Tomorrowland Autopia en 1999. D'autres attractions liées à Disney's Afternoon Avenue virent le jour tel que Baloo's Dressing Room, aussi de manière temporaire.
- Ouverture : 1er janvier 1959[5]
- Fermeture : 1999
- Changement de thème : mars à novembre 1991
- Situation : 33° 48′ 49″ N, 117° 55′ 02″ O

#### Autopia (par Chevron)
La fermeture conjointe de Fantasyland Autopia et Tomorrowland Autopia en 1999 était due à l'accord trouvé avec la société Chevron pour être partenaire de ce type d'attraction à Disneyland. La nouvelle attraction s'appelle simplement Autopia parfois « Autopia, présenté par Chevron » et regroupe les deux circuits.
Une nouvelle flotte de véhicules a été dessinée pour l'occasion, pour remplacer la Chevrolet Corvette. Trois types de véhicules différents furent créés :
- Dusty, une voiture tout terrain;
- Sparky, un coupé sport
- Suzy, une Volkswagen Coccinelle

Cette attraction bénéficie du système FastPass
- réouverture : 29 juin 2000[6]
- Conception : Walt Disney Imagineering
- Partenaire :  Chevron (2000-Present)
- Véhicules:  124[6]
  - Modèle :  Autopia Mark VII
  - Poids : 1 200 livres (544 kg)[6]
  - Moteur : Kawasaki de 286 cm3[6]
  - Constructeur : Intermountain Design (Utah)[6]
  - Vitesse Maximale : 7 milles par heure (11,3 km/h)[6]
- Longueur : 2 555 pieds (779 m)[6]
- Conditions requises :
  - Passager : 1 an ou plus
  - Conducteur : 7 ans ou 1,56 m
- Durée : 5 min 15 s[6]
- Capacité horaire : 2843 personnes par heure[6]
- Type d'attraction : Voiture miniature avec rail de guidage
- Situation : 33° 48′ 46″ N, 117° 54′ 59″ O

### Magic Kingdom

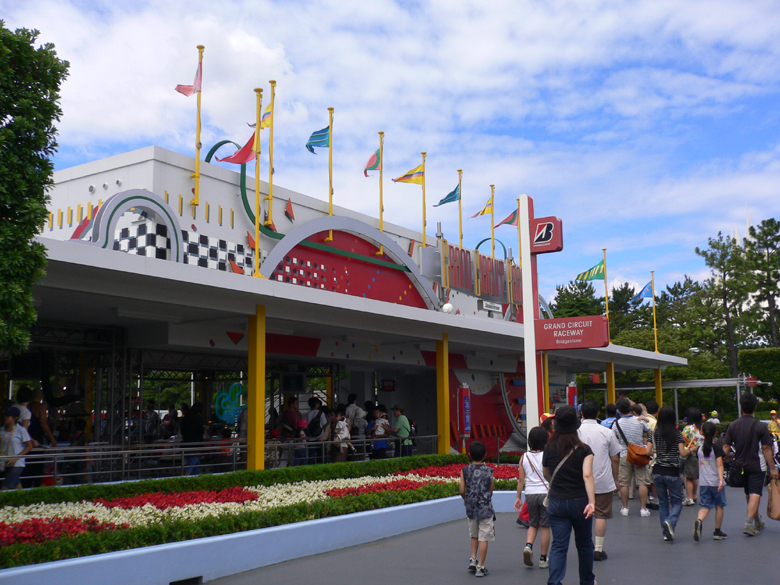
Entrée de l'attraction de Tokyo Disneyland

L'attraction s'appelait à l'origine Grand Prix Raceway et avait pour thème une course de voitures sur un circuit automobile. Leurs routes n'avaient donc plus leur aspect futuriste voulu par Walt Disney. Le partenaire de l'attraction était Goodyear, et ce dernier fournit tous les pneus des véhicules Mark VII à la carrosserie plus aérodynamique.
L'attraction fut allongée en 1973 pour inclure un virage au nord, mais en 1988, une partie du circuit fut coupée afin de construire Mickey's Birthdayland, depuis devenu Mickey's Toontown Fair. L'aspect resta lui sensiblement identique jusqu'en 1994 où à la faveur du nouveau thème de Tomorrowland, le décor fut changé pour correspondre à la vision du futur dans les années 1950. Le nom changea en 1996 en Tomorrowland Speedway puis à nouveau  en 1999 pour Tomorrowland Indy Speedway, mais le circuit et les véhicules restent les mêmes.
- Ouverture : 1er octobre 1971[7] (avec le parc)
  - Agrandissement: 1973
  - Nom d'origine : Grand Prix Raceway
  - Renommage : 28 septembre 1996[8]
- Partenaire: Goodyear Tire & Rubber Company
- Conception : Walt Disney Imagineering
- Véhicules: 146
  - Modèle : Autopia Mark VII
  - Vitesse Maximale : 13 km/h.
- Longueur : 680 m[7]
- Conditions requises :
  - Passager : 1 an ou plus
  - Conducteur : 7 ans ou 1,56 m
- Durée : 5 min.
- Ticket requis : « C »
- Type d'attraction : Voiture miniature avec rail de guidage
- Situation : 28° 25′ 10″ N, 81° 34′ 45″ O

### Tokyo Disneyland
L'attraction, qui était nommée ici Grand Circuit Raceway, était basée sur la version du Magic Kingdom et était restée inchangée depuis son ouverture en 1983. Elle possédait un circuit en forme de « 8 » et un important gradins comme un circuit de course réel d'où les visiteurs pouvaient regarder les « pilotes ». Elle a fermé définitivement ses portes le 11 janvier 2017 pour laisser place à une zone consacrée au « Classique d'animation » des studios Disney datant de 1991, La Belle et la Bête.
- Ouverture : 15 avril 1983 (avec le parc)
- Fermeture : 11 janvier 2017
- Conception : Walt Disney Imagineering
- Partenaire : Bridgestone
- Véhicules
  - Modèle : Autopia Mark VII
  - Vitesse Maximale : 12 km/h.
- Conditions requises :
  - Passager : 1,32 m.
- Durée : 5 min.
- Type d'attraction : Voiture miniature avec rail de guidage
- Situation : 35° 37′ 53″ N, 139° 52′ 44″ E

### Disneyland Paris

Autopia en 2022.

L'attraction reprend le nom de l'attraction de Disneyland, mais avec un thème légèrement différent, dans un certain sens unique. Le circuit lui reprend le principe des routes du futur, d'où son nom Highway of Tomorrow. Selon la définition exacte de l'attraction, « Autopia est un endroit où la ville, la nature et les autoroutes vivent en parfaite harmonie ». Les visiteurs traversent la ville de Solaria représentée par une structure métallique simulant des gratte-ciels.
Elle s'inspire du film de Walt Disney Magic Highway des années 1950 qui présentait les autoroutes avec la science-fiction des années 1930. Ce thème n'était pas en parfaite adéquation avec celui de Discoveryland. Les véhicules sont plus proches des jouets en raison du premier partenaire Mattel. Les imagineers ont associé la longueur du circuit du Magic Kingdom à la complexité de celui de Disneyland et depuis fin 2008 un permis/diplôme de conduite et même une nouvelle enseigne et une photolocation existe.
Cette attraction bénéficie du système Disney Premier Access
- Ouverture : 12 avril 1992 (avec le parc)
- Conception : Walt Disney Imagineering, Zamperla
- Partenaire:
  - Mattel (1992-2000)
  - Esso (2002- 2007)
  - Ford (2007-2023)
  - Avis (2023-)
- Véhicules
  - Nombre : 72 au style allant par paire.
  - Modèle : Autopia Mark VIII
  - Vitesse maximale : 12 km/h
- Pistes: 4
- Ponts d'embarquement: 2
- Conditions requises :
  - Passager : 0,81 m.
  - Conducteur : 1,32 m.
- Durée : 5 min.
- Débit : 1124 visiteurs par heure
- Type d'attraction : Voiture miniature avec rail de guidage
- Situation : 48° 52′ 24″ N, 2° 46′ 44″ E

### Hong Kong Disneyland

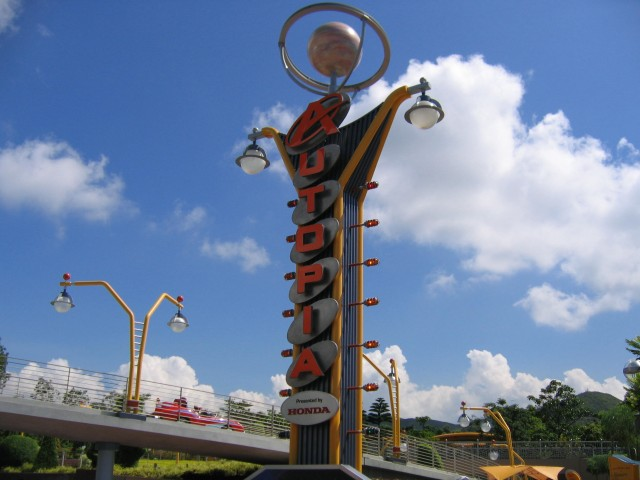
Enseigne de l'attraction.

L'attraction se situait presque en totalité en dehors de la limite marquée par la voie du Hong Kong Disneyland Railroad. Sa construction fut décidée peu avant l'ouverture du parc. L'attraction possédait des effets d'éclairage, son thème étant basé sur les extra-terrestres. Cet Autopia avait la particularité d'être le premier à disposer de véhicules fonctionnant à l'électricité. Les bruits de moteurs étant inexistants, un système audio était installé sur chaque véhicule pour le simuler. Elle a fermé définitivement ses portes le 11 juin 2016 pour laisser place à une zone consacrée aux super-héros Marvel, la Stark Expo.
- Ouverture :  13 juillet 2006
- Fermeture : 11 juin 2016
- Conception : Walt Disney Imagineering
- Partenaire : Honda
- Type d'attraction : Voiture miniature avec rail de guidage
- Situation : 22° 18′ 46″ N, 114° 02′ 30″ E